# Pat Lee (Comiczeichner)
Patrick „Pat“ Lee (* 28. Juni 1975) ist ein kanadischer Comiczeichner und Verleger. Im Laufe der Jahre hat er für mehrere Verlage und Unternehmen gearbeitet und einige davon auch selbst geleitet. Viele der Stationen seiner Karriere sind dabei von Kontroversen gezeichnet.

## Leben und Arbeit
Pat Lee versuchte sich im Alter von sechzehn Jahren nach seinem Highschool-Abschluss erstmals als Comiczeichner, doch erst 1994 wurde der nunmehr neunzehnjährige Lee von Rob Liefeld, einem der Gründer des Image-Verlages, bei einer Comicmesse in Toronto entdeckt und als Zeichner engagiert. Für Liefelds Extreme Studios zeichnete er unter anderem Titel wie Bloodpool, Extreme Sacrifice, Black Flag, Glory, Darkchylde, Avengeblade, Extreme Prelude und Prophet, bevor er zum Image-Studio Wildstorm Productions wechselte, wo er für die von Jim Lee ins Leben gerufene Serie WildC.A.T.S. zeichnete. Es folgten einige Ausgaben der Serie Wetworks, bevor er die Zeichnungen für die bei Marvel Comics erscheinende Miniserie Wolverine/Punisher: Revelations übernahm.
1996 gründete Pat gemeinsam mit seinem Bruder Roger Lee das Unternehmen Dreamwave Productions, die zunächst als Studio innerhalb des Image-Verlages lief. Pat Lee übernahm dabei neben seinen Aufgaben als Zeichner von selbst kreierten Titeln wie Darkminds und Warlands auch die Funktion des Verlagspräsidenten. Dabei arbeitete Dreamwave auch mit diversen Magazinen und Marketing-Unternehmen zusammen und zeichnete unter anderem für das Musikvideo zu Janet Jacksons Lied Doesn’t Really Matter verantwortlich.
Ende 2001 erhielt Dreamwave vom Spielzeughersteller Hasbro die Lizenz für eine neue Comicserie, die auf der Spielzeugserie Transformers basierte. Parallel dazu trennte sich Dreamwave von Image Comics und brachte ab 2002 die verschiedenen Transformers-Lizenzserien, die zunächst mehrere Monate lang die Verkaufscharts des US-Comicvertriebs Diamond dominierten, nunmehr als eigenständiger Kleinverlag heraus. Es folgten weitere lizenzierte Arbeiten wie Teenage Mutant Ninja Turtles, Mega Man oder Duel Masters, aber auch eigene Titel wie Shidima oder Fate of the Blade.
Außer den Transformers hielt sich keine der Lizenzserien mehr als wenige Ausgaben. Lee gab die zuvor von ihm gezeichneten Serien, darunter auch die Transformers, zunehmend häufiger an andere Zeichner ab und übernahm wieder verstärkt Auftragsarbeiten für andere Verlage, darunter Ausgaben von House of M für Marvel oder Superman/Batman für DC. Am 4. Januar 2005 erklärte Dreamwave schließlich offiziell den Bankrott.
In der Folgezeit betrieben Pat Lee und sein Bruder Roger ein neues Studio mit Namen Dream Engine, das auf Rogers Namen registriert war. Pat Lee zeichnete unter anderem Comics wie die Miniserie X-Men/Fantastic Four für Marvel oder Cyberforce für Top Cow. Nach seinem Ausstieg bei Dream Engine gründete Lee ein neues Unternehmen, „Pat Lee Productions“, deren Tätigkeitsschwerpunkte laut eigener Aussage in den Bereichen Film, Videospiele, Fotografie, Konzeptdesign und selbst entwickelte Kleidung liegen. Seit 2010 ist Pat Lee für den Comicverlag Dynamite Entertainment tätig.

## Kontroversen
Seit der Schließung Dreamwaves wurde Pat Lee für seine Geschäftspraktiken kritisiert. In einem Interview mit der Webseite Newsarama erklärten die früheren Transformers-Autoren Adam Patyk und James McDonough, sie seien von Dreamwave noch vor der Pleite infolge von Streitigkeiten über ihre Bezahlung gefeuert worden und hätten im Anschluss Klage wegen noch ausstehender Zahlungen eingereicht. In einem anderen Interview behauptete der Transformers-Autor Simon Furman, Lee habe ihm nur einen Monat vor der Pleite „geradewegs in die Augen geblickt und gesagt, alles sei in bester Ordnung“. Comic-Journalist Rich Johnston berichtete wiederholt über kontroverse Details bezüglich Lee, darunter der Vorwurf, das Kapital und die Angestellten Dreamwaves seien im Januar 2005, noch vor der Pleite, zur neuen Firma Dream Engine transferiert worden, der Vorwurf, Lee habe vor der Pleite die Eigentümerschaft eines Firmen-Porsches auf sich selbst als Privatperson übertragen, der Vorwurf, Lee habe vor der Pleite eine Wohnung für eine halbe Million kanadischer Dollar gekauft, eine Liste von Dreamwaves Schulden und Gläubigern sowie der Vorwurf, Zeichner Alex Milne habe als Ghostzeichner an Lees Stelle Top Cows Cyberforce-Serie gezeichnet, ohne namentlich genannt zu werden, wobei Lee schließlich die Zahlungen an Milne eingestellt habe, nachdem Top Cow um Bestätigung gebeten habe, dass Lee der alleinige Zeichner der Serie sei, und Milne die Kooperation im Sinne Lees verweigert habe.
Im Dezember 2010 gab Pat Lee Johnston ein Interview, in dessen Verlauf Johnston alle der obengenannten Vorwürfe wiederholte. Lee gab zu, bei vielen der Dreamwave-Zeichner sei es schon vor der Pleite zu „Verzögerungen bei der Bezahlung“ gekommen, und bedauerte laut eigener Aussage, nicht in der Lage gewesen zu sein, vorab mit jedem zu sprechen, behauptete jedoch im Gegenzug, die meisten der Autoren und Zeichner bei Dreamwave seien sich der Sache bewusst gewesen, dass Dreamwave in finanzielle Schwierigkeiten stecke: „Wir haben es nicht angekündigt, aber Leute wurden nicht in voller Höhe bezahlt, es war sehr offensichtlich.“ Ferner behauptete er: „Ich habe mich selbst bei Dreamwave kaum bezahlt und habe mich selbst über längere Zeit nicht bezahlt, damit die Firma andere Rechnungen bezahlen konnte.“ Was den Porsche betrifft, behauptete Lee, dieser sei von Dreamwave lediglich geleast gewesen, und er (Lee) sei „letztendlich persönlich für den Wagen verantwortlich“ gewesen, während die Wohnung nur „ein kleines Apartment in Toronto“ gewesen sei, auf das er eine Hypothek abzahlen musste. Was Alex Milnes Arbeit als Ghostzeichner für Cyberforce betraf, behauptete Lee, er habe „vergessen, bei Beendigung des Auftrags die Credits anzupassen“, was laut Lee eindeutig sein eigener Fehler gewesen sei, und bot Milne ferner an, ihm die notwendigen Belege zukommen zu lassen, dass Dream Engine ihm noch Geld schulde. Ferner behauptete er, sich nicht zu erinnern, Milne gefeuert zu haben, zudem habe er ihm in einer E-Mail im Mai 2007 mitgeteilt, dass Milne seines Wissens in voller Höhe bezahlt worden sei. Weitere Anschuldigungen, die von Johnston im Verlauf des Interviews aufgeführt wurden, so etwa die Behauptungen, Top Cow habe ihm [Johnston] bestätigt, dass Lee dem Verlag zugesichert habe, die ganze Arbeit an Cyberforce selbst auszuführen, und Marvel habe ihm [Johnston] bestätigt, angewiesen worden zu sein, kein Geld [für ausgelagerte Projekte wie X-Men / Fantastic Four] mehr an Dreamwave, sondern vielmehr an Dream Engine zu zahlen, wurden von Lee überhaupt nicht kommentiert. Auch ging Lee nicht auf die ausdrückliche Bitte ein, Belege vorzubringen, dass er nicht versucht habe, in den Monaten vor der Pleite Geld für große Aufträge von Dreamwave zu Dream Engine abzuzweigen. Dafür kündigte Lee jedoch Pläne an, eine „Rückzahlungsbewegung für Kreativschaffende“ mit der Absicht, Geldmittel für frühere Dreamwave-Künstler, die durch die Pleite finanziell benachteiligt wurden, ins Leben zu rufen.